# Генріх Берлін
Генріх Берлін Нойбарт, Енріке Берлін (нім. Heinrich Berlin Neubart, ісп. Enrique Berlín; 13 листопада 1915, Фюрт — 6 травня 1988, Мехіко) — мексиканський і гватемальський маяніст німецького походження, фахівець з історії, антропології та археології.

## Біографія
Отримав атестат зрілості в Харденберзькій гімназії в рідному місті Фюрт. І батько, і мати Берліна мали ступінь доктора філософії, як і його брат Йоганн (1915—1987). Через єврейське походження і переслідування в Третьому Рейху, разом з батьками був змушений емігрувати в Мексику в 1935 році.
Навчався на філософському факультеті Національного автономного університету в Мехіко, який закінчив 1939 року. Навчався на одному курсі з відомим археологом Альберто Русом Луільє. У 1942 році здобув ступінь магістра, і в 1947 році — доктора етнології (дисертація була присвячена раніше невідомому міштекському кодексу). У період 1940—1942 років працював в археологічній експедиції в Паленке, опублікував ряд статей, присвячених археології мая і мистецтву колоніальної Мексики. З 1946 року — член-кореспондент Академії географії та історії Гватемали. У 1950 році зайняв посаду наукового співробітника Національного музею Гватемали, пізніше став професором Інституту антропології та історії університету Сан-Карлос. У Гватемалі брав участь в розкопках Тікаля, де обстежив Храм VI.
У 1952 одружився з Гертрудою Маріанне Руц-Рі, гватемальською дослідницею німецького походження, з якою був знайомий ще до еміграції в Мексику. Шлюб незабаром розпався через зануреність Берліна в науку, більше він не був одружений і дітей не мав.
З 1953 року — пенсійний професор. У 1953—1955 роках на кошти Інституту Карнегі працював в археологічних експедиціях у Чіапасі і на Юкатані. Досліджував кераміку Табаско. У наступні роки в основному займався кабінетною роботою, опублікувавши до 1987 року 22 статті та монографії з епіграфіки мая.
Відомий тим, що в 1958 році ввів поняття «ієрогліфа-емблеми» писемності мая, для позначення повторюваних структурних складових текстів мая, переважно — титулів, прискоривши тим самим дешифрування епіграфічних пам'яток мая класичного періоду.
Нагороджений гватемальським Орденом Кетцаля (1976), а також почесним ступенем уряду Гватемали (1977). 1981 року урядом мексиканського штату Чіапас нагороджений Премією Чіапаса.
Помер від раку.

## Основні праці
- Heinrich Berlin: Relaciones precolombinas entre Cuba y Yucatán. In: Revista mexicana de estudios antropológicos 4, 1940, ZDB-ID 422277-5, S. 141—160.
- Heinrich Berlin: Artífices de la catedral de México. In: Anales del Instituto de Investigaciones Estéticas 3, 1 944, No. 11, ISSN 0185-1276 , S. 19-39.
- Heinrich Berlin Neubart: Über Mondseriationen bei den Maya. In: Bulletin de la Société suisse des Américanistes — Schweizerische Amerikanisten Gesellschaft. 34, 1970, ISSN 0582-1592 , S. 3-12.
- Heinrich Berlin Neubart: Miscelánea palencana. In: Journal de la Societé des Americanistes. 59, 1970, ISSN 0037-9174 , S. 107—128.
- Heinrich Berlin Neubart: Kirche und Kloster von Santo Domingo in der Stadt Mexiko . Almqvist & Wiksell, Stockholm 1974, (Antikvariskt arkiv 55, ISSN 0083-6737).
- Heinrich Berlin: La iglesia del Carmen en Oaxaca. Apuntes para su historia. In: Teresianum. Ephemerides Carmeliticae Roma 35, 1984, 1, ISSN 0392-4556 , S. 247—253.